# IC 2423
IC 2423 ist eine Balken-Spiralgalaxie vom Hubble-Typ SBc im Sternbild Krebs auf der Ekliptik. Sie ist schätzungsweise 403 Mio. Lichtjahre von der Milchstraße entfernt und hat einen Durchmesser von etwa 120.000 Lj. 

Im selben Himmelsareal befindet sich u. a. die Galaxie IC 2422.
Entdeckt wurde das Objekt am 6. April 1896 von Stéphane Javelle.